# Corinna urbanae
Corinna urbanae är en spindelart som beskrevs av Soares och Camargo 1948. Corinna urbanae ingår i släktet Corinna och familjen flinkspindlar. Inga underarter finns listade i Catalogue of Life.